# Bardsdell Nunatak
Bardsdell Nunatak är en nunatak i Antarktis. Den ligger i Västantarktis. Argentina, Chile och Storbritannien gör anspråk på området. Toppen på Bardsdell Nunatak är 1 777 meter över havet.
Terrängen runt Bardsdell Nunatak är platt åt sydost, men åt nordväst är den kuperad. Trakten är obefolkad. Det finns inga samhällen i närheten.